# Worstelen op de Olympische Zomerspelen 2020
Worstelen is een van de sporten die beoefend werd tijdens de Olympische Zomerspelen 2020 in Tokio. De wedstrijden vonden van 1 tot en met 7 augustus plaats in het Arena Carioca. De vrouwen  worstelen alleen in de vrije stijl en de mannen worstelen zowel in de vrije stijl als in de Grieks-Romeinse stijl.

## Kwalificatie
Aan het toernooi nemen 288 worstelaars deel, 96 vrouwen en 192 mannen. Daarnaast zijn er zes plaatsen beschikbaar voor het gastland of de olympische tripartitecommissie. Elk land mag maximaal één deelnemer per onderdeel inschrijven, indien men een quotaplaats heeft weten te bemachtigen.
Het eerste kwalificatietoernooi waren de wereldkampioenschappen worstelen 2019 in Nur-Sultan. Op dit toernooi kwalificeerden de beste zes per gewichtsklasse zich voor de Olympische Spelen, in totaal 108 worstelaars. Daarna zijn er vier continentale kwalificatietoernooien in 2020, waarbij de beste twee per gewichtsklasse (per toernooi) zich kwalificeren. In totaal worden tijdens deze vier toernooien 144 tickets verdeeld. Bij het mondiale kwalificatietoernooi kwalificeren in totaal 36 worstelaars zich voor de Spelen, beste twee per gewichtsklasse zich plaatsten. 
Na afloop van de kwalificatieperiode vergeeft de olympische tripartitecommissie in samenwerking met FILA (worstelbond) de resterende tickets aan het gastland of aan landen die geen quotaplaatsen hebben weten te bemachtigen.

## Medailles

### Grieks-Romeins

#### Mannen
| Onderdeel            | Goud | Goud                      | Zilver | Zilver            | Brons   | Brons                                  |
| -------------------- | ---- | ------------------------- | ------ | ----------------- | ------- | -------------------------------------- |
| Bantam (-60 kg)      | CUB  | Luis Alberto Orta Sanchez | JPN    | Kenichiro Fumita  | ROC CHN | Sergej Jemelin Walihan Sailike         |
| Licht (-67 kg)       | IRI  | Mohammad Reza Geraei      | UKR    | Parviz Nasibov    | EGY GER | Mohamed Ibrahim El-Sayed Frank Stäbler |
| Welter (-77 kg)      | HUN  | Tamás Lőrincz             | KGZ    | Akzjol Machmoedov | AZE JPN | Rafig Hoesejnov Shohei Yabiku          |
| Midden (-87 kg)      | UKR  | Zjan Belenjoek            | HUN    | Viktor Lőrincz    | SRB GER | Zurab Datunashvili Denis Kudla         |
| Zwaar (-97 kg)       | ROC  | Moesa Jevlojev            | ARM    | Artoer Aleksanjan | POL IRI | Tadeusz Michalik Mohammad Hadi Saravi  |
| Superzwaar (-130 kg) | CUB  | Mijaín López              | GEO    | Iakobi Kajaia     | TUR ROC | Rıza Kayaalp Sergej Semenov            |

### Vrije stijl

#### Mannen
| Onderdeel            | Goud | Goud                    | Zilver | Zilver                       | Brons   | Brons                               |
| -------------------- | ---- | ----------------------- | ------ | ---------------------------- | ------- | ----------------------------------- |
| Bantam (-57 kg)      | ROC  | Zavoer Oegoejev         | IND    | Ravi Kumar Dahiya            | USA KAZ | Thomas Gilman Noerislam Sanajev     |
| Licht (-65 kg)       | JPN  | Takuto Otoguro          | AZE    | Haji Alijev                  | IND ROC | Bajrang Punia Gadzjimoerad Rasjidov |
| Welter (-74 kg)      | ROC  | Tsaurbek Sidakov        | BLR    | Mahamedkhabib Kadzimahamedau | UZB USA | Bekzod Abdoerakhmonov Kyle Dake     |
| Midden (-86 kg)      | USA  | David Taylor            | IRI    | Hassan Yazdani               | SMR ROC | Myles Amine Artoer Najfonov         |
| Zwaar (-97 kg)       | ROC  | Abdoelrasjid Sadoelajev | USA    | Kyle Frederick Snyder        | ITA CUB | Abraham Conyedo Reineris Salas      |
| Superzwaar (-125 kg) | USA  | Gable Steveson          | GEO    | Geno Petriasjvili            | TUR IRI | Taha Akgül Amir Hossein Zare        |

#### Vrouwen
| Onderdeel           | Goud | Goud                | Zilver | Zilver                 | Brons   | Brons                                       |
| ------------------- | ---- | ------------------- | ------ | ---------------------- | ------- | ------------------------------------------- |
| Vlieg (-50 kg)      | JPN  | Yui Susaki          | CHN    | Sun Yanan              | USA AZE | Sarah Hildebrandt Mariya Stadnik            |
| Bantam (-53 kg)     | JPN  | Mayu Mukaida        | CHN    | Pang Qianyu            | MGL BLR | Bat-Ochiryn Bolortuyaa Vanesa Kaladzinskaja |
| Welter (-57 kg)     | JPN  | Risako Kawai        | BLR    | Iryna Koeratsjkina     | USA BUL | Helen Maroulis Evelina Nikolova             |
| Midden (-62 kg)     | JPN  | Yukako Kawai        | KGZ    | Ajsoeloeoe Tynbybekova | UKR BUL | Iryna Koljadenko Taybe Mustafa Yusein       |
| Lichtzwaar (-68 kg) | USA  | Tamyra Stock Mensah | NGR    | Blessing Oborududu     | UKR KGZ | Alla Tsjerkasova Meerim Zjoemanazarova      |
| Zwaar (-76 kg)      | GER  | Aline Rotter-Focken | USA    | Adeline Gray           | TUR CHN | Yasemin Adar Zhou Qian                      |

### Medaillespiegel
| Plaats | Land             | NOC    | Goud | Zilver | Brons | Totaal |
| ------ | ---------------- | ------ | ---- | ------ | ----- | ------ |
| 1      | Japan            | JPN    | 5    | 1      | 1     | 7      |
| 2      | Russische ploeg  | ROC    | 4    | 0      | 4     | 8      |
| 3      | Verenigde Staten | USA    | 3    | 2      | 4     | 9      |
| 4      | Cuba             | CUB    | 2    | 0      | 1     | 3      |
| 5      | Iran             | IRN    | 1    | 1      | 2     | 4      |
| 5      | Oekraïne         | UKR    | 1    | 1      | 2     | 4      |
| 7      | Hongarije        | HUN    | 1    | 1      | 0     | 2      |
| 8      | Duitsland        | GER    | 1    | 0      | 2     | 3      |
| 9      | China            | CHN    | 0    | 2      | 2     | 4      |
| 10     | Wit-Rusland      | BLR    | 0    | 2      | 1     | 3      |
| 10     | Kirgizië         | KGZ    | 0    | 2      | 1     | 3      |
| 12     | Georgië          | GEO    | 0    | 2      | 0     | 2      |
| 13     | Azerbeidzjan     | AZE    | 0    | 1      | 2     | 3      |
| 14     | India            | IND    | 0    | 1      | 1     | 2      |
| 15     | Armenië          | ARM    | 0    | 1      | 0     | 1      |
| 15     | Nigeria          | NGR    | 0    | 1      | 0     | 1      |
| 17     | Turkije          | TUR    | 0    | 0      | 3     | 3      |
| 18     | Bulgarije        | BUL    | 0    | 0      | 2     | 2      |
| 19     | Egypte           | EGY    | 0    | 0      | 1     | 1      |
| 19     | Italië           | ITA    | 0    | 0      | 1     | 1      |
| 19     | Kazachstan       | KAZ    | 0    | 0      | 1     | 1      |
| 19     | Mongolië         | MGL    | 0    | 0      | 1     | 1      |
| 19     | Oezbekistan      | UZB    | 0    | 0      | 1     | 1      |
| 19     | Polen            | POL    | 0    | 0      | 1     | 1      |
| 19     | San Marino       | SMR    | 0    | 0      | 1     | 1      |
| 19     | Servië           | SRB    | 0    | 0      | 1     | 1      |
| Totaal | Totaal           | Totaal | 18   | 18     | 36    | 72     |